# Heba Ahmed (aviron)
Pour les articles homonymes, voir Heba Ahmed et Ahmed.
Heba Ahmed, née le 1er janvier 1985, est une rameuse égyptienne. 

## Carrière
Aux Jeux africains de 2007, Heba Ahmed est médaillée de bronze en deux de couple poids légers.
Elle obtient aux Championnats d'Afrique d'aviron 2014 la médaille de bronze en skiff et en deux de couple.
Elle remporte aux Championnats d'Afrique d'aviron 2015 la médaille d'argent en skiff et la médaille de bronze en deux de couple.